# Superscripts and Subscripts
Superscripts and Subscripts è un blocco Unicode. È costituito dai 42 caratteri compresi nell'intervallo U+2070-U+209F.
Contiene cifre, lettere e simboli in apice e pedice. Basato sugli standard ISO 2375 e ISO 2022, nel blocco sono assenti i numeri 1, 2 e 3 in apice poiché presenti in Latin-1 Supplement, in accordo con ISO/IEC 8859-1.
Altri caratteri simili sono inclusi nei blocchi Spacing Modifier Letters, Phonetic Extensions e Phonetic Extensions Supplement.

## Tabella compatta di caratteri

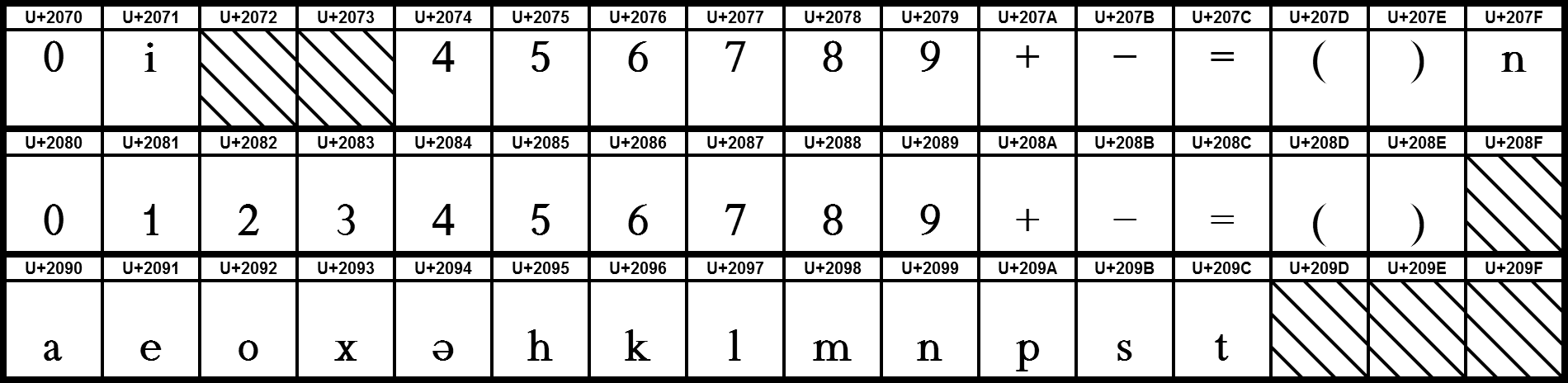
Superscripts and Subscripts

|      | 0 | 1 | 2 | 3 | 4 | 5 | 6 | 7 | 8 | 9 | A | B | C | D | E | F |
| ---- | - | - | - | - | - | - | - | - | - | - | - | - | - | - | - | - |
| 207  | ⁰ | ⁱ |   |   | ⁴ | ⁵ | ⁶ | ⁷ | ⁸ | ⁹ | ⁺ | ⁻ | ⁼ | ⁽ | ⁾ | ⁿ |
| 208  | ₀ | ₁ | ₂ | ₃ | ₄ | ₅ | ₆ | ₇ | ₈ | ₉ | ₊ | ₋ | ₌ | ₍ | ₎ |   |
| 209₏ | ₐ | ₑ | ₒ | ₓ | ₔ | ₕ | ₖ | ₗ | ₘ | ₙ | ₚ | ₛ | ₜ |   |   |   |